# Xã Burlington, Quận Lapeer, Michigan
Xã Burlington (tiếng Anh: Burlington Township) là một xã thuộc quận Lapeer, tiểu bang Michigan, Hoa Kỳ. Năm 2010, dân số của xã này là 1.478 người.